# Acacia leptopetala
Acacia leptopetala — вид квіткових рослин з родини бобових. Ареал: Австралія (Західна Австралія).

## Середовище
Вид росте на суглинних, глинистих, піщаних, піщаних і піщано-гравійних ґрунтах як частина чагарників.

## Біоморфологічна характеристика
Щільний багатостовбурний кущ зазвичай досягає висоти від 1,0 до 3,0 метрів. Голі гілочки часто вкриті дрібним білим порошкоподібним нальотом. Тонкошкіристі, сизі та вічнозелені філодії мають вузькоеліптичну або вузько-прямоланцетну форму, яка може бути вигнута. Філодії зазвичай мають довжину від 2 до 5,5 см і ширину від 3 до 11 мм і мають підняту середню жилку. Цвіте жовтими квітками з листопада по січень.